# (466546) 2014 SN287
(466546) 2014 SN287 es un asteroide perteneciente al cinturón de asteroides, descubierto el 14 de septiembre de 1994 por el equipo Spacewatch desde el Observatorio Nacional de Kitt Peak (Arizona, Estados Unidos).